# شبیه‌سازی دوتایی
شبیه‌سازی دوتایی (به انگلیسی: bisimulation) در علوم نظری رایانه، یک نوع رابطه دوتایی بین سیستم‌های انتقال حالت (State transition system)است. شبیه‌سازی دوتایی سیستم‌هایی که رفتار مشابه دارند را با هم مرتبط می‌کند. یعنی یک سیستم، سیستم دیگر را شبیه‌سازی می‌کند و برعکس.
به صورت شهودی، اگر دو سیستم، حرکات‌شان (تغییر مکان یا حالت) با یکدیگر منطبق باشد، شباهت دوگانه دارند. در این مفهوم، دو سیستم با شباهت دوگانه، از نظر یک ناظر، قابل تفکیک از یکدیگر نیستند.